# Ameristar Casino Indy 200 2001
Ameristar Casino Indy 200 2001 var ett race som var den åttonde deltävlingen i Indy Racing League 2001. Racet kördes den 8 juli på Kansas Speedway. Eddie Cheever tog sin första seger för säsongen, vilket även kom att bli hans sista i karriären. Sam Hornish Jr. försvarade sin mästerskapsledning med en andraplats, medan Donnie Beechler blev trea före Felipe Giaffone. Buddy Lazier lyckades inte ta sin tredje raka seger, utan slutade femma.

## Slutresultat
| Plats | Förare           | Team                     | Grid |
| ----- | ---------------- | ------------------------ | ---- |
| 1     | Eddie Cheever    | Cheever Racing           | 2    |
| 2     | Sam Hornish Jr.  | Panther Racing           | 5    |
| 3     | Donnie Beechler  | A.J. Foyt Enterprises    | 11   |
| 4     | Felipe Giaffone  | Treadway-Hubbard Racing  | 6    |
| 5     | Buddy Lazier     | Hemelgarn Racing         | 12   |
| 6     | Airton Daré      | TeamXtreme               | 22   |
| 7     | Eliseo Salazar   | A.J. Foyt Enterprises    | 3    |
| 8     | Shigeaki Hattori | Vertex-Cunningham Racing | 9    |
| 9     | Billy Boat       | CURB/Agajanian Racing    | 8    |
| 10    | Robby McGehee    | Cahill Racing            | 14   |
| 11    | Mark Dismore     | Kelley Racing            | 7    |
| 12    | Sarah Fisher     | Walker Racing            | 17   |
| 13    | Buzz Calkins     | Bradley Motorsports      | 18   |
| 14    | Greg Ray         | Team Menard              | 10   |
| 15    | Jeret Schroeder  | PDM Racing               | 20   |
| 16    | Didier André     | Galles Racing            | 16   |
| 17    | Scott Sharp      | Kelley Racing            | 1    |
| 18    | Jaques Lazier    | Sam Schmidt Motorsports  | 13   |
| 19    | Jon Herb         | Tri-Star Motorsports     | 19   |
| 20    | Al Unser Jr.     | Galles Racing            | 15   |
| 21    | Robbie Buhl      | Dreyer & Reinbold Racing | 4    |
| 22    | Billy Roe        | Zali Racing              | 21   |